# Иткина, Мария Леонтьевна
Мари́я Лео́нтьевна И́ткина (3 мая 1932, Рославль, Западная область — 1 декабря 2020, Минск) — советская легкоатлетка, бегунья на короткие дистанции, четырёхкратная чемпионка Европы, неоднократная рекордсменка мира.

## Биография
Родилась в городе Рославль, ныне Смоленской области в еврейской семье. Окончила фельдшерско-акушерскую школу в Иванове. Там же начала серьёзно заниматься лёгкой атлетикой. Через год переехала в Минск.
Выступала за минский клуб «Спартак», затем — за минское «Динамо». 17 раз была чемпионкой Советского Союза.
1 октября 1955 года установила мировой рекорд на дистанции 400 метров — 53,9 с, который, однако, не был признан ИААФ. В дальнейшем установила несколько официально признанных рекордов на этой дистанции: 54,0 и 53,6 с в 1957 году, 53,4 с в 1959 году. В 1964 году довела личный рекорд на этой дистанции до 53,0 с.
В июле 1956 года установила мировой рекорд на дистанции 220 ярдов — 23,6 с.
В 1961 году повторила мировой рекорд для залов на дистанции 60 метров — 7,3 с.
В 1964 году показала на дистанции 100 метров результат 11,4 с.
В сентябре 1959 году пробежала дистанцию 440 ярдов за 53,7 с, превысив рекорд Бетти Катберт из Австралии.
В 1963 году бежала на третьем этапе эстафеты 4×200 метров в составе сборной СССР, которая установила мировой рекорд 1.34,7.
В 1957 году победила на Всемирной универсиаде на дистанции 200 метров с результатом 24,6 с.
В 1954 году в Берне стала двукратной чемпионкой Европы, победив на дистанции 200 метров (24,3) и в эстафете 4×100 м. На чемпионате Европы 1958 года в Стокгольме победила на дистанции 400 метров с результатом 53,7 с и стала бронзовым призёром на дистанции 200 метров (24,3). В 1962 году в Белграде стала чемпионкой Европы на дистанции 400 метров (53,4).
На трёх Олимпийских играх, в которых участвовала Иткина, она четырежды была четвёртой: в эстафете 4×100 м в 1956 году в Мельбурне, на дистанциях 100 и 200 метров и эстафете 4×100 м в 1964 году в Токио. На Олимпиаде 1956 года она не прошла в финал на 200 метров, уступив Норме Крокер 0,01 секунды.
Завершив в 1966 году спортивную карьеру, возглавила секцию легкоатлетов белорусского «Динамо», затем более четверти века возглавляла Белорусский союз спортсменов со дня его основания.
Умерла 30 ноября 2020 года, похоронена на Восточном кладбище Минска.

## Награды и звания
- Мастер спорта СССР (1954[18])
- Заслуженный мастер спорта[8]
- В 1991 году зачислена в Международный еврейский спортивный зал славы[8].
- Орден «Знак Почёта» (27.04.1957) — «за успехи, достигнутые в деле развития массового физкультурного движения в стране, повышения мастерства советских спортсменов, и успешное выступление на международных соревнованиях»
- Медаль «За трудовую доблесть» (16.09.1960) — за успешные выступления в XVII летних и VIII зимних Олимпийских играх 1960 года, а также за выдающиеся спортивные достижения[19]

## Результаты
Лучшие результаты по годам и место в списке мирового сезона
| Год   | 1953 | 1954 | 1955 | 1956 | 1957 | 1958 | 1959 | 1960 | 1961 | 1962 | 1963 | 1964 | 1965 | 1966 |
| ----- | ---- | ---- | ---- | ---- | ---- | ---- | ---- | ---- | ---- | ---- | ---- | ---- | ---- | ---- |
| 100 м |      | 11,9 | 11,8 | 11,5 | 11,6 | 11,5 | 11,5 | 11,4 | 11,4 | 11,5 | 11,3 |      | 11,5 | 11,5 |
| Место |      | 10   | 13   | 8    | 6    | 6    | 2    | 2    | 2    | 3    | 2    |      | 13   | 11   |
| 200 м | 24,7 | 23,8 | 23,8 | 23,4 | 23,8 | 23,7 | 23,7 | 23,6 | 23,4 | 23,6 | 23,5 |      | 24,0 |      |
| Место | 8    | 2    | 3    | 2    | 2    | 5    | 6    | 4    | 1    | 4    | 5    |      | 20   |      |
| 400 м |      |      | 53,9 | 55,9 | 53,6 | 53,6 | 53,4 | 53,8 | 53,8 | 53,4 | 53,2 | 53,0 | 52,9 | 54,0 |
| Место |      |      | 1    | 11   | 1    | 1    | 1    | 2    | 2    | 2    | 4    | 4    | 2    | 12   |

Мировые и европейские рекорды
Цветом выделены рекорды, утверждённые ИААФ
| WR   | ER   | Стадион   | Дата       | Дисциплина | Пр. |
| ---- | ---- | --------- | ---------- | ---------- | --- |
|      | 23,5 | Киев      | 22.07.1956 | 200 м      |     |
|      | 23,4 | Ташкент   | 14.10.1956 | 200 м      |     |
| 53,9 | 53,9 | Бухарест  | 01.10.1955 | 400 м      |     |
| 54,0 | 54,0 | Минск     | 08.06.1957 | 400 м      |     |
| 53,6 | 53,6 | Москва    | 06.07.1957 | 400 м      |     |
| 53,6 | 53,6 | Варшава   | 14.06.1958 | 400 м      |     |
| 53,4 | 53,4 | Краснодар | 12.09.1959 | 400 м      |     |
| 45,6 | 45,6 | Москва    | 11.09.1955 | 4х100 м    |     |
| 45,2 | 45,2 | Киев      | 27.07.1956 | 4х100 м    |     |
|      | 44,5 | Москва    | 15.07.1961 | 4х100 м    |     |

## Соревнования
| Год  | Соревнования     | Место проведения | Дисциплина | Место |       |
| ---- | ---------------- | ---------------- | ---------- | ----- | ----- |
| 1954 | Чемпионат Европы | Берн             | 200 м      | 1     | 24,3  |
| 1954 | Чемпионат Европы | Берн             | 4x100 м    | 1     | 45,8  |
| 1956 | Олимпийские игры | Мельбурн         | 200 м      | s     | 24,3  |
| 1956 | Олимпийские игры | Мельбурн         | 4x100 м    | 4     | 45,6  |
| 1957 | Универсиада      | Париж            | 200 м      | 1     | 24,60 |
| 1958 | Чемпионат Европы | Стокгольм        | 400 м      | 1     | 53,7  |
| 1958 | Чемпионат Европы | Стокгольм        | 200 м      | 3     | 24,3  |
| 1960 | Олимпийские игры | Рим              | 100 м      | 4     | 11,4  |
| 1960 | Олимпийские игры | Рим              | 200 м      | 4     | 24,7  |
| 1960 | Олимпийские игры | Рим              | 4x100 м    | 4     | 45,2  |
| 1962 | Чемпионат Европы | Белград          | 400 м      | 1     | 53,4  |
| 1964 | Олимпийские игры | Токио            | 400 м      | 5     | 54,6  |